# Mogoditshane Fighters
El Mogoditshane Fighters es un equipo de fútbol de Botsuana que milita en la Liga botswanesa de fútbol, la liga de fútbol más importante del país. El club también ha participado en otros torneos nacionales organizados por la Asociación de Fútbol de Botsuana, como la Copa Desafío de Botsuana, la cual ganó en tres ocasiones: 1999, 2000 y 2003.

## Historia
Fue fundado en el año 1925, en la capital Gaborone y es un equipo que ha ganado la liga local en 4 ocasiones, la copa desafió de Botsuana en 3 oportinidades y la copa independencia 1 vez. El equipo es conocido como The Brazilians.
A nivel internacional ha participado en 3 torneos continentales, donde nunca ha avanzado más allá de la primera ronda.

## Palmarés

### Torneos nacionales
- Liga botswanesa de fútbol (4): 1999, 2000, 2001 y 2003.

- Copa Desafió de Botsuana (3): 1999, 2000 y 2003.[6]

- Copa Independencia de Botsuana (1): 2000.

## Participación en competiciones de la CAF
| Temporada | Torneo                      | Ronda      | Club          | Casa | Visita | Global  |
| --------- | --------------------------- | ---------- | ------------- | ---- | ------ | ------- |
| 2000      | Recopa Africana             | Preliminar | Linare FC     | 1-0  | 0-0    | 1-0     |
| 2000      | Recopa Africana             | 1          | Zamsure FC    | 1-2  | 1-2    | 2-4     |
| 2001      | Recopa Africana             | Preliminar | Mhlume United | 0-0  | 3-0    | 3-0     |
| 2001      | Recopa Africana             | 1          | Sunshine SC   | 3-2  | 1-2    | 4-4 (a) |
| 2002      | Liga de Campeones de la CAF | Preliminar | LDF           | 0-1  | 1-1    | 1-2     |